# Ivan Gubijan

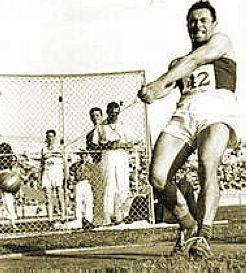
Ivan Gubijan

Ivan Gubijan (* 14. Juni 1923 in Bjelovar, Jugoslawien; † 4. Januar 2009 in Belgrad) war ein Hammerwerfer.
Sein größter Erfolg war der Gewinn der Silbermedaille bei den Olympischen Spielen 1948 in London. An den Olympischen Spielen 1952 in Helsinki nahm er ebenfalls teil, konnte jedoch keine Medaille erringen. 

## Laufbahn
Gubijan war der erste olympische Medaillengewinner in der Leichtathletik aus Jugoslawien. Er war auch der erste Athlet, der den Hammer bei Olympischen Spielen nach vier Körperumdrehungen warf. Durch diese Technik war er in der Lage, körperliche Defizite gegenüber größeren und kräftigeren Konkurrenten wettzumachen. Diese Technik wird bis in die heutige Zeit praktiziert.
Zwischen 1948 und 1953 war er fünfmal jugoslawischer Landesmeister im Hammerwurf und verbesserte zwischen 1947 und 1955 fünfmal den nationalen Rekord von 56,24 auf 59,69 m. Nach seiner aktiven Laufbahn arbeitete Gubijan als Physiklehrer und als Wurftrainer bei verschiedenen Belgrader Vereinen.

## Erfolge

### Olympische Spiele
- 1948 Silbermedaille (54,27 m)
- 1952 Platz 9 (54,54 m)

### Europameisterschaften
- 1946 Elfter Platz in der Qualifikation (45,11 m)
- 1950 Vierter Platz (53,44 m)
- 1954 Siebter Platz in der Qualifikation (56,75 m)

### Nationale Meisterschaften
- 1948–1950, 1952 und 1953 jugoslawischer Landesmeister